# ASB Classic 1990
L'ASB Classic 1990 è stato un torneo di tennis giocato sul cemento. È stata la 5ª edizione dell'ASB Classic, che fa parte della categoria Tier V nell'ambito del WTA Tour 1990. Si è giocato all'ASB Tennis Centre di Auckland in Nuova Zelanda, dal 29 gennaio al 4 febbraio 1990.

## Campionesse

### Singolare
Leila Meskhi ha battuto in finale  Sabine Appelmans con il punteggio di 6–1, 6–0

### Doppio
Natalija Medvedjeva /  Leila Meskhi hanno battuto in finale  Jill Hetherington /  Robin White con il punteggio di 3–6, 6–3, 7–6